# Salchicha de Frankfurt

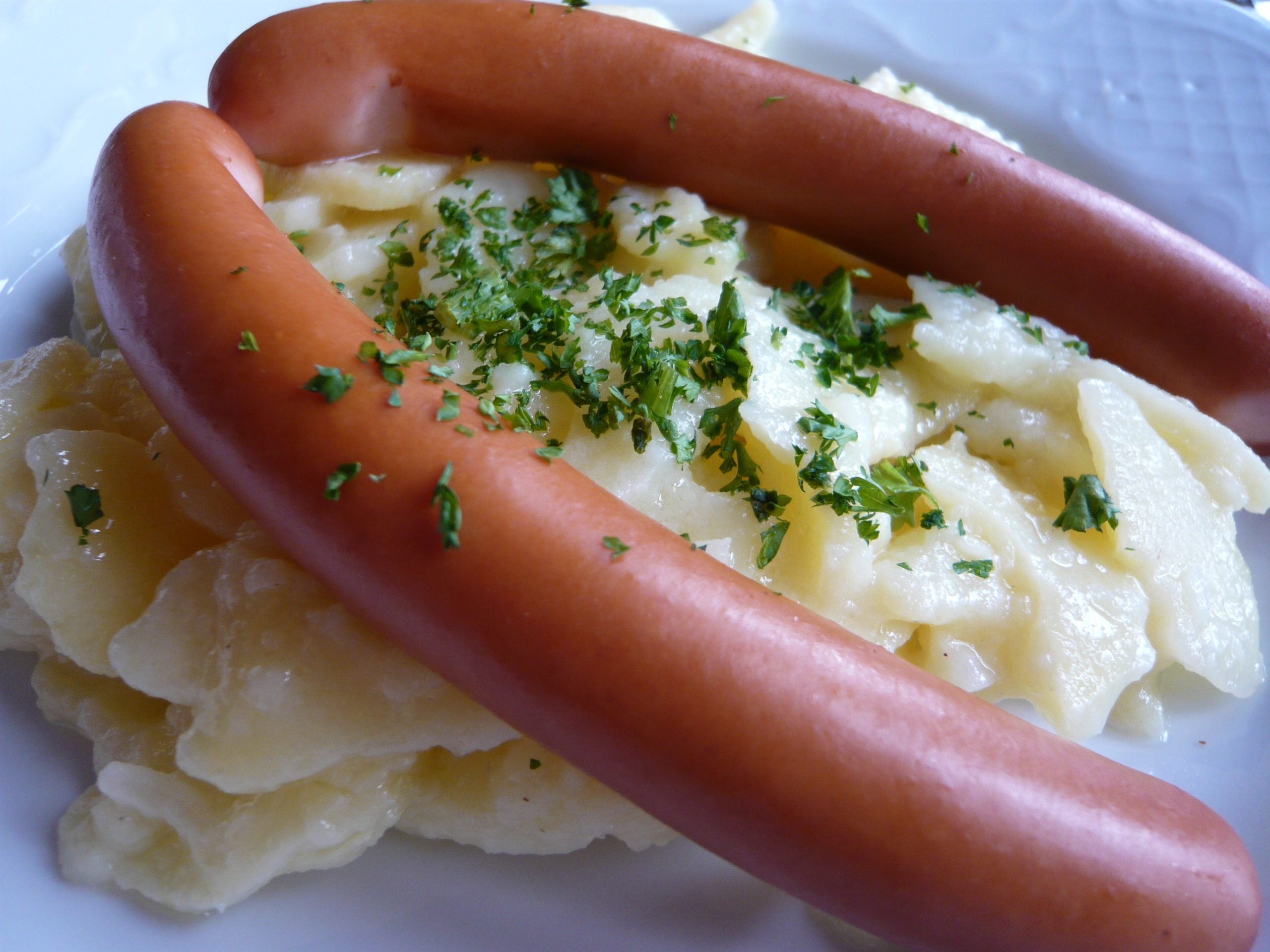
Salchichas de Fráncfort con ensalada de patatas.

La salchicha de Frankfurt (por la ciudad de Fráncfort del Meno o Frankfurt), llamada en alemán Frankfurter Würstchen (abreviado Frankfurter) es un tipo de brühwurst (salchicha escaldada alemana) hecha de carne de cerdo  embutida en tripa natural de oveja (saitling). Su sabor especial se logra gracias a un proceso especial de ahumado. Originalmente, la salchicha de Fráncfort se produce sin nitritos. Tras los procesos de curado y ahumado, las salchichas ahumadas de color amarillo dorado y brillo mate sedoso se ponen en cajas de madera entre capas individuales de pergamino.
Las salchichas de Fráncfort nunca se cocinan, sólo se calientan unos ocho minutos en agua caliente. Tradicionalmente se comen con pan, mostaza, rábano picante y ensalada de patata.

## Historia
El nombre Frankfurter Würstchen aparece en Alemania alrededor de 1860 como denominación de origen geográfica protegida y solo puede utilizarse para las salchichas desde 1929, ya que en realidad proceden de la zona de Fráncfort del Meno (por lo general de carniceros especialistas de Neu-Isenburg y Dreieich). En Fráncfort del Meno este tipo de embutido se conoce desde el siglo XIII.
Esta salchicha se menciona por primera vez en 1562, durante la coronación de Maximiliano II.[cita requerida]

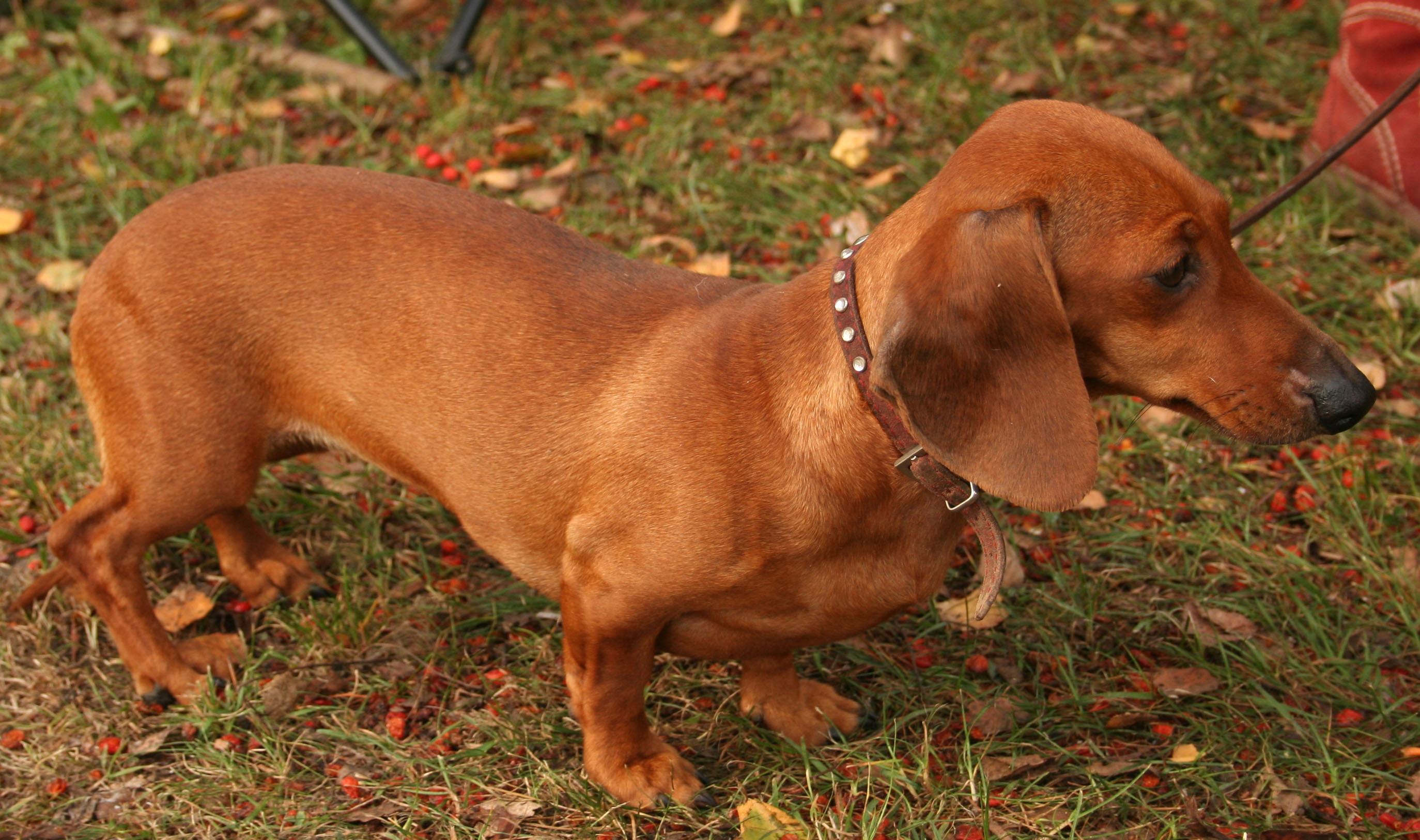
El dachshund tuvo el nombre "Hot dog" por la salchicha.

## Composición
La ley alemana sobre vigilancia de alimentos es muy estricta acerca de la composición y producción de esta salchicha, exigiendo que esta brühwurst se elabore con una selección de carnes de cerdo, que se ahúman tras el embutido.

## Controversia
La salchicha de Viena es parecida a la de Fráncfort, salvo por emplear una mezcla de carnes de cerdo y ternera. Fueron creadas y popularizadas por el carnicero alemán Johann Georg Lahner (1772-1845), establecido en Viena desde el año 1805 procedente de Fráncfort, que llamaba a esta variante Frankfurter (‘de Fráncfort’), nombre con el que se popularizaron en buena parte del mundo.
En Austria, Norteamérica y otros países se llama Frankfurter a la variante de Viena, siendo esta la empleada en los populares hot dogs (‘perritos calientes’ o panchos). Sin embargo, en Alemania y Suiza se conoce como Frankfurter a la originaria de la ciudad de Fráncfort, hecha sólo con cerdo, y Wiener (‘vienesa’) a la variante típica de Austria, hecha con una mezcla de cerdo y ternera.
Existe también una variante elaborada exclusivamente con carne de ternera o de bovino llamada Rinder-Frankfurter. Dicha variante constituye una alternativa para alimentación kosher o halal de quienes profesan el judaísmo o el islam, respectivamente, ya que estas religiones prohíben estrictamente el consumo de carne porcina.